# 山櫻 (文具メーカー)
株式会社山櫻（やまざくら）は、東京都中央区新富に本社を置く、日本の紙製品メーカーである。

## 概要
- 名刺を始め封筒・はがきなど紙製品全般の製造・販売を中心に事業を展開し、1995年より名刺・はがき専用プリンタの開発・販売をスタート。2000年よりインターネットサービス事業にも進出している。
- 2005年に自社物流倉庫Sakura Cube（サクラ・キューブ）の立ち上げ、2008年には、ショールーム「サクラテラス」を開設と同時に墨田区より「小さな博物館」の認定を受ける。
- 2009年に、八王子みなみ野に「八王子の森工場」を建設・稼動。

## ブランド名
大正から昭和にかけて、名刺の台紙の銘柄には木や花の名前を用いる習慣があったことから、創業当初は「櫻名刺本舗」という商標を使用していた。
現社名は、昭和23年の改組に際し、桜の中でもとりわけ日本的で、桜の中の桜といわれ、本居宣長の歌「しきしまの 大和心を 人とはば 旭ににほふ 山櫻花」でも知られる「山櫻」を採用した。

## ブランドロゴ変遷

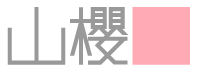

### デザインコンセプト
旧字体の「櫻」を生かしつつ、現代的に単純化した造形をシルバーで表現し、コーポレートカラーの『さくら色』をシンプルな正方形で添えている。
この2つのコンセプトは、伝統に立脚しつつ、次の時代に踏み出してゆく「新しい山櫻」のブランドイメージを表現している。

### 『さくら色』の四角
「さくら色の四角」は山櫻を生ける「花器」。その形を「名刺」や「封筒」に見立てている。
「『名刺』や『封筒』は、そこに情報を印刷したり中に物を入れたりして使います。花器は生けられる花が主役ですが、花をより美しくみせるのも花器です。当社もお客様にとって、そんな花器のようでありたい」という思いも「さくら色の四角」に込めている。
旧シンボルマークには「さくら」のデザインが使われていた。

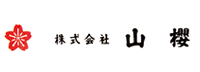
赤色の桜に力強い文字のデザイン（昭和20年代後半 - 平成16年）
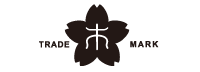
桜のマークに創業者 市瀬邦一の「市」をあしらったデザイン（昭和10年代 - 20年代前半頃、市瀬商店・山桜名刺市瀬商店時代）

## キャラクター
根岸こみちが1965年（昭和40年）に「やまちゃん」を、1967年（昭和42年）に「さくらちゃん」を山櫻のマスコットキャラクターとしてデザインした。この2人を用いた人形アニメーションや作画によるコマーシャルを放送して以降、製品やノベルティ、ちらしなどに多用された。
YouTubeチャンネルの配信にともない、2022年に「にゃんべろっぷ」が誕生。山櫻の主力製品である封筒から作られた「おりがみねこ」で、一般視聴者の目線を持つ脱力系キャラクターとして動画に登場する。驚いたときに「にゃにゃんと！」とリアクションをするのが特徴。
なお公式で、住まいは物流センター「Sakura Cube」で、座右の銘は「なんとかなるにゃ」。好きなものは癒し系YouTubeと日向ぼっこ、布団。嫌いなものは雨と湿気などの設定が存在する。

## テレビCM
1966年よりテレビCMを開始。コメディアン・俳優・声優の関敬六氏が「ムッシュムラムラ山櫻名刺ダドー」と当時の流行語を披露する内容だった。次いで、1967年にマスコットキャラクターの「やまちゃん」と「さくらちゃん」を起用した、人形アニメーションによるテレビCM「人形編」が1967年（昭和42年）に放映された。その後、セル画アニメーションによるテレビCM「琴編」（1971年（昭和46年））、「ドア編」（1980年（昭和55年））が放映された。なお、「人形編」のナレーションは俳優・声優・演出家の熊倉一雄である。1988年（昭和63年）には、実写によるテレビCMを放映した。

## 主な商品・サービス
- 名刺用台紙
- 私製はがき
- 挨拶状・招待状用カード
- DM・招待状用洋封筒・エアメール封筒
- 事務用和封筒（長形・角形）
- 保存・発送用封筒・パッケージ類
- 慶事用紙製品
- 弔事用紙製品
- 賞状用紙・辞令・株券・商品券用紙
- 領収証・納品書用紙
- カレンダー・ダイアリー・手帳類
- 色紙・コースター
- 軽印刷・プリンタ用カット紙
- PPCコピー用紙
- 生活用品、各種取次品、上記営業対象の別製品
- ノベルティ商品の販売
- 名刺・はがき・スタンプ作成システム（CARD MATE Digica／CARD MATE YJ-G650）
- オンデマンドカラープリントサービス
- インターネットによるASP名刺受発注サービス（corezo（コレッソ））＜2025年7月NAMEROOMへリブランディング＞
- デザインコンテンツの提供サービス（designPad）＜2011年5月サービス終了＞
- 名刺・封筒・紙製品のインターネット通販（YAMAZAKURA net store）＜2013年9月サービス終了＞
- 小売り向けセカンドブランド（+lab（プラスラボ））
- 名刺・封筒・紙製品のオンラインショップ（SOREAL（ソレアル））
- 個人のお客様向けオンラインプリントサービス（TSUTAFU（ツタウ））
- ビジネスパーソンのための情報サイト（WATASHINO（ワタシノ））
- 印刷通販サイト（ONLINE CREATE（オンラインクリエイト））
- 法人向けクラウド名刺発注管理サービス（NAMEROOM（ネイムルーム））
- セルフブランディングサービス（NAMEROOM bio（ネイムルームバイオ））

## 沿革
- 1931年（昭和6年） - 銀座（木挽町）に名刺・はがき・挨拶状等台紙類の販売を目的とした市瀬商店を個人創業。
- 1948年（昭和23年） - 株式会社に組織変更し、株式会社山櫻名刺市瀬商店とする。
- 1951年（昭和26年） - 山櫻名刺株式会社に改称。
- 1961年（昭和36年） - 銀座に本社社屋を新築。
- 1963年（昭和38年） - 立川工場を新設、本社より製造部門を分離移転する。
- 1967年（昭和42年） - 立川工場に封筒製造部門を設置。テレビ広告を開始。
- 1972年（昭和47年） - 昭島工場を新設、立川工場製造部門を移転。社名を株式会社山櫻に改称。
- 1974年（昭和49年） - 築地に本社社屋を新築、銀座より移転する。昭島工場を株式会社山櫻産業と改称。
- 1976年（昭和51年） - 創業者市瀬邦一、産業振興の功績により勲五等瑞宝章を受章。
- 1989年（平成元年） - 山櫻産業（昭島工場）の増築と協力工場における製袋設備の拡充により、封筒生産能力を増強。
- 1990年（平成2年） - 名刺・はがき・封筒等再生紙製品を発売。純金名刺を発売。
- 1993年（平成5年） - 非木材紙名刺「バガス」を発売。
- 1994年（平成6年） - 中央区新富に本社社屋を新築、築地より本社機能を移転する。非木材紙名刺「ケナフ」を発売。
- 1995年（平成7年） - 名刺作成システム・プリンタ等の開発・販売を開始。
- 1997年（平成9年） - 創業者市瀬邦一死去、社葬を執行する。
- 1999年（平成11年） - 年賀デザイン集CD-ROMを発売。
- 2000年（平成12年） - 紙だけの窓付き名刺箱を開発。Webサイト開設。本社および山櫻産業においてISO14001の認証を取得。
- 2001年（平成13年） - 組織改革を実施し新人事制度を導入。インターネット名刺受発注サービスCARD MATE Webを開始。
- 2002年（平成14年） - 物流センターを江東区千石に新設、築地より物流拠点を移転。創業以来初のプライベートフェア開催。
- 2003年（平成15年） - 間伐材パルプを活用した「間伐材封筒」を発売。デザインエクスチェンジ（株）と資本・事業提携。
- 2004年（平成16年） - デザインコンテンツのポータルサイト「designPad」を開設。越前生漉奉書「人間国宝名刺」を発売。
- 2005年（平成17年） - ISO9001を取得（昭島工場）。江東区新木場に新物流 センター「Sakura Cube」を建設。また、同時に新ロゴマークを発表。新浅草支店を台東区今戸に建設。
- 2006年（平成18年） - プライバシーマーク、FSC森林認証を取得。また、FSC森林認証紙製品の売上金額の1%を「WWF」に寄付する活動を開始。第2回プライベートフェアを開催。
- 2007年（平成19年） - 新墨田支店を墨田区立川に建設。ページプリンタ専用封筒を発売し、「木づかい運動」への寄付を開始。株式会社  山櫻産業を経営統合。
- 2008年（平成20年） - 墨田支店内にショールーム「SAKURA TERRACE（サクラテラス）」を開設、墨田区より「小さな博物館」の認定を受ける。インターネット通販「YAMAZAKURA net store」を開設。
- 2009年（平成21年） - ISO9001の認証範囲を拡大（本社・Sakura Cube・工場）。八王子みなみ野に「八王子の森工場」を建設、昭島より移転。焼却時のCO2発生量を60%削減する「CO2-60%バッグ」を発売。キッザニア東京のオフィシャルサプライヤーとして 『名刺屋』パビリオンに協賛。
- 2010年（平成22年） - 毎年12月4日を山桜の丘植樹記念日に制定。カーボン・オフセット製品の取扱いを開始。
- 2011年（平成23年） - 法人向けWeb名刺受発注サービスcorezo（コレッソ）を開始。ユニバーサルデザイン製品を発売。
- 2012年（平成24年） - 新企業ドメイン「出逢ふをカタチに」を策定。"meishi lab"ブランド「rinsai&kappan」を発売。フェアトレード製品を発売。
- 2013年（平成25年） - セカンドブランド「+lab（プラスラボ）」を開始。横浜支店の社屋をリニューアル。印刷会社向けオンラインショップ「SOREAL（ソレアル）」を開始。
- 2015年（平成27年） - 個人向けオンラインプリントサービス「TSUTAFU（ツタウ）」を開始。八王子の森工場が「日本緑化センター会長賞」を受賞。
- 2017年（平成29年） - 「東京支店（SAKURA GALLERY）」を開設。ビジネスパーソンのための情報サイト「WATASHINO（ワタシノ）」を開始。経済産業省「地域未来牽引企業」（東京都）に選定される。
- 2018年（平成30年） - 環境省グッドライフアワード「サスティナブル・ビジネス賞」を受賞。
- 2019年（平成31年/令和元年） - エシカルブランド「rik skog（リーク スクーグ）」を発売。セカンドブランド+labを「メゾン・エ・オブジェ」（開催地:フランス パリ）に初出店。
- 2020年（令和2年） - フルフィルメント事業開始。セカンドブランド「IROGAAL（イロガアル）」を発売。
- 2021年（令和3年） - 銀座賞状センターを開設、筆耕サービスを開始。デジタル名刺交換・管理サービス「NAME ROOM（ネームルーム）」を開始。
- 2023年（令和5年） - 自社工場である八王子の森工場で使用する電力を、すべて再生可能エネルギーにより発電された「グリーン電力」に切り替え。また、自社物流センター「Sakura Cube」のCO2排出量を実質ゼロ化にする。

## 事業所
- 本社：東京都中央区新富2-4-7
- 東京支店（SAKURA GALLERY）：東京都文京区小石川4-16-3
- 中野支店：東京都中野区中央3-32-2
- 五反田支店：東京都品川区西五反田5-30-2
- 浅草支店：東京都台東区今戸2-27-8
- 墨田支店：東京都墨田区立川3-1-7
- 横浜支店：神奈川県横浜市中区末吉町4-83-2
- 千葉支店：千葉県千葉市中央区都町2-12-7
- 大宮支店：埼玉県さいたま市北区東大成町2-516
- 大阪支店：大阪府大阪市港区弁天5-15-13
- 名古屋支店：愛知県名古屋市中村区名駅南4-4-1
- 福岡支店：福岡県福岡市博多区博多駅南4-18-22
- Sakura Cube（新木場物流センター）：東京都江東区新木場3-3-8
- SAKURA TERRACE （サクラテラス）：東京都墨田区立川3-1-7（墨田支店3F）
- 八王子の森工場：東京都八王子市兵衛2-35-6

## サクラテラス（ショールーム）
テラスをもつ建物であり、客やデザイナー、地域住民との出会いの場を提供。墨田区3M運動の「名刺と紙製品の博物館」にも認定されている。常設にて名刺の歴史や成り立ちを「よもやまばなし」で知ることができる。また年3回の企画展では、「名刺」のほか、「桜」や「和紙」、「様々な紙製品」に関する展示を楽しむことができ、展示に関するトークショーなども行っている。